# Sensbachtal
Sensbachtal település Németországban, Hessen tartományban. Lakosainak száma 983 fő (2010).

## Népesség
A település népességének változása:

| 2010 | 983 |